# Alianza Democrática M-19
Para la guerrilla anterior ver Movimiento 19 de abril
La Alianza Democrática M-19 (AD M-19) fue un partido político colombiano surgido en 1990, luego del acuerdo de paz entre el gobierno colombiano y el grupo guerrillero Movimiento 19 de abril (M-19).

## Historia
La Alianza democrática M-19 lanzó como candidato presidencial a Carlos Pizarro Leongómez, primero se presentó a las elecciones a la alcaldía de Bogotá en marzo de 1990 por la Alianza Democrática M-19, siendo las segundas elecciones de esa ciudad desde que en 1988 se estableció el mandato popular para alcaldes. En éstos comicios y pese a su corta campaña de menos de una semana, Pizarro obtuvo 70.901 votos de un total de 915.406, consiguiendo la tercera posición en los comicios ganados por el liberal Juan Martín Caicedo.

### Elecciones presidenciales de 1990
Pese a esa derrota inicial, se presentó su candidatura a la presidencia para el periodo 1990-1994 con el lemaː "Entre todos cambiaremos la historia de Colombia, palabra que sí". Como candidato desmovilizado del grupo guerrillero M-19, siendo el primer comandante guerrillero colombiano en ser candidato presidencial, Pizarro recibió muchas amenazas de atentados. Según la Revista Semana, Pizarro era uno de los hombres más custodiados de Colombia.
Carlos Pizarro fue asesinado el 26 de abril de 1990, Pizarro tomó un vuelo a Barranquilla durante la campaña presidencial siendo acompañado por los escoltas proporcionados por el Departamento Administrativo de Seguridad (DAS). Gerardo Gutiérrez Uribe alias "Jerry" logró ingresar al mismo avión y en pleno vuelo sacó del baño una subametralladora con la que disparó provocando heridas a Pizarro, quien murió horas después en la clínica Santa Rosa de la Caja Nacional de Previsión Social (CAJANAL).

Pizarro fue reemplazado como candidato presidencial por Antonio Navarro.

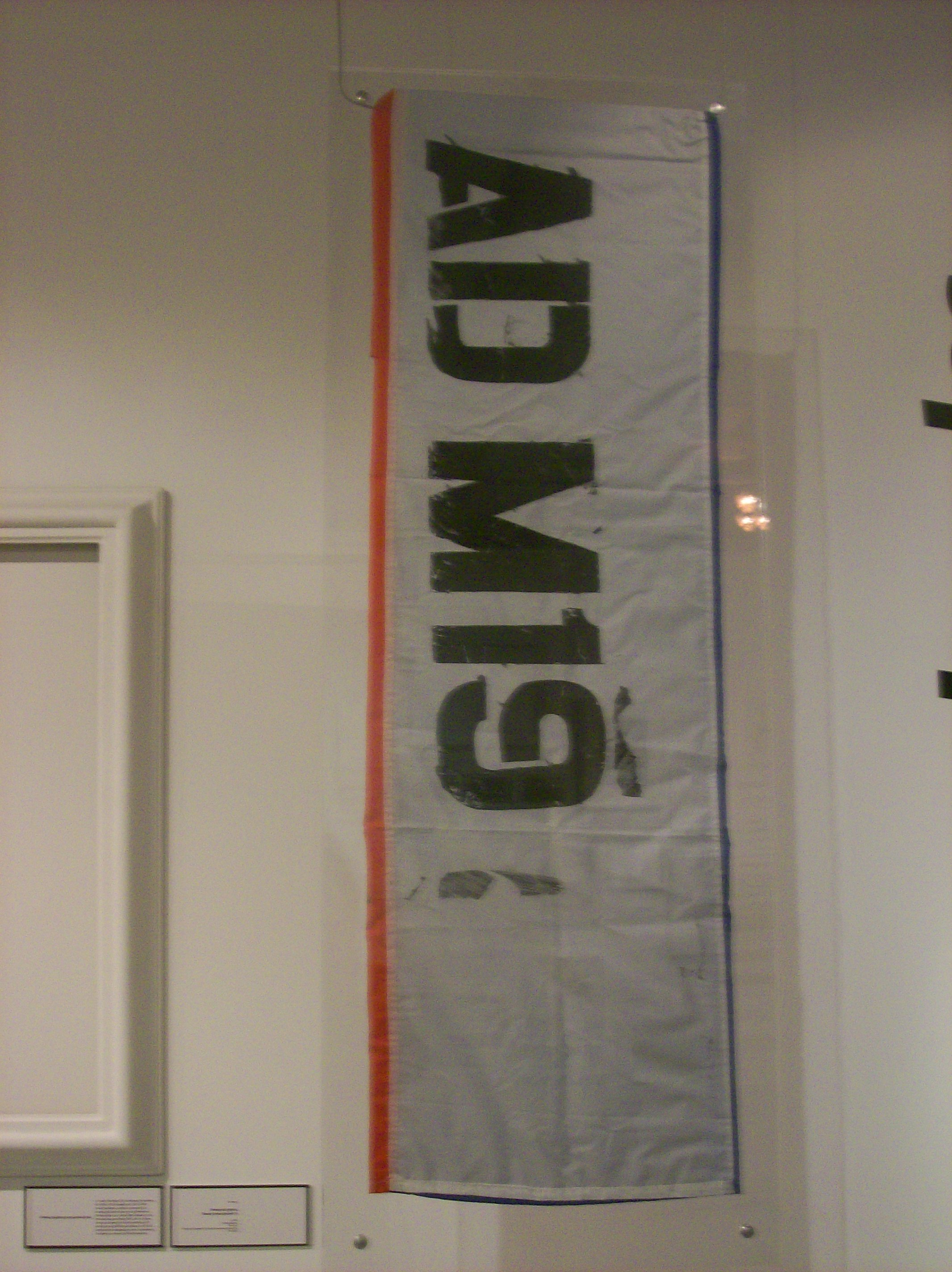
Bandera del AD M-19 en el Museo Nacional de Colombia.

### Asamblea Nacional Constituyente
Durante el gobierno de César Gaviria (1990-1994) se presentaron a las elecciones de la Asamblea Nacional Constituyente y el Partido Alianza Democrática M-19 obtuvo 19 curules en la circunscripción especial logrando por este medio la mayor cantidad de puestos para la Asamblea que fue convocada con objeto de redactar la Constitución de 1991.
Antonio Navarro fue elegido para ser copresidente de la Asamblea, junto a Álvaro Gómez Hurtado y Horacio Serpa y en consecuencia firmó la Constitución, promulgada en Bogotá el 4 de julio de 1991.
Luego de su participación en la Asamblea Nacional Constituyente, Navarro fue nombrado ministro de Salud por el presidente César Gaviria. Fue también alcalde de Pasto, representante a la Cámara, Gobernador y senador.

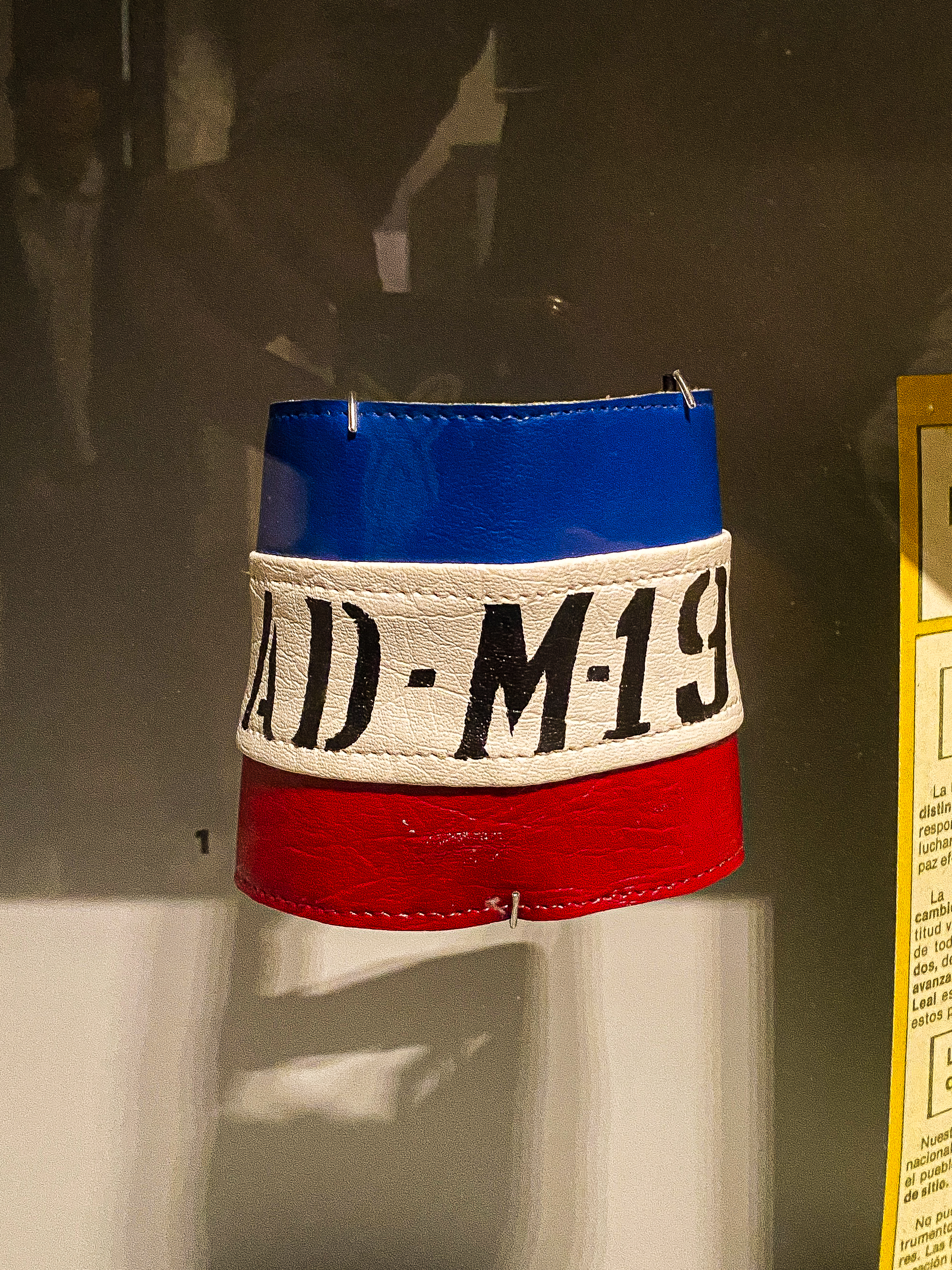
Brazalete de la Alianza Democrática M-19.

### Elecciones legislativas de 1991
En las elecciones de 1991, luego que se disolviera la Asamblea Nacional Constituyente, el M-19 obtendría 9 senadores y 12 representantes. 

### Elecciones legislativas de 1994
En las elecciones de 1994 las 12 listas que inscribió el M-19 no obtendrían la cantidad de votos necesarios para aspirar a una curul en el senado y ya para 1998 la votación del M-19 su votación apenas superó los 30 000 votos.

### Elecciones presidenciales de 1998
Su último candidato presidencial fue Germán Rojas Niño, quien participó en las Elecciones presidenciales de Colombia de 1998.
El M-19 dejó de existir formalmente como movimiento político.
Se han realizado intentos por recuperar la personería jurídica del partido político.

## Partidos posteriores

### Partido Opción Centro y Polo Democrático Alternativo
Varios de sus antiguos miembros se integraron a la coalición de izquierda conocida como el Polo Democrático Alternativo y otros formaron el partido Opción Centro hoy Alianza Verde. En 2010, el actual presidente Gustavo Petro, derrotó en la consulta interna al exmagistrado Carlos Gaviria y se presentó a las elecciones presidenciales, quedando en el cuarto puesto en la primera vuelta. Antonio Navarro hizo parte del Polo Democrático Alternativo y luego siguió su carrera con el Partido Alianza Verde.

### Movimiento Progresistas y Colombia Humana
Gustavo Petro renunció en el 2011 al Polo Democrático Alternativo por la reelección de Carlos Gaviria Díaz como presidente de este, y en octubre de ese mismo año es elegido Alcalde de Bogotá por el Movimiento Progresistas hoy Colombia Humana. En 2018 Gustavo Petro fue segundo en las elecciones presidenciales en la primera y segunda vuelta. Bajo el estatuto de la oposición, quedó electo como senador de la república en 2018. Después de cuatro años de oposición al presidente Iván Duque Márquez, Gustavo Petro se lanzó a la presidencia de Colombia para el periodo 2022-2026. En estos comicios quedó electo como presidente del país, con una agenda progresista que revive su paso por el M-19.
También pertenece a este movimiento la representante a la cámara María José Pizarro, hija del último cabecilla del grupo insurgente M-19 Carlos Pizarro. Fue la encargada de poner la banda presidencial a Gustavo Petro el 7 de agosto de 2022.